# Tenthredo brevicornis
Tenthredo brevicornis är en stekelart som först beskrevs av Friedrich Wilhelm Konow 1886.  Tenthredo brevicornis ingår i släktet Tenthredo, och familjen bladsteklar. Arten är reproducerande i Sverige.

## Bildgalleri

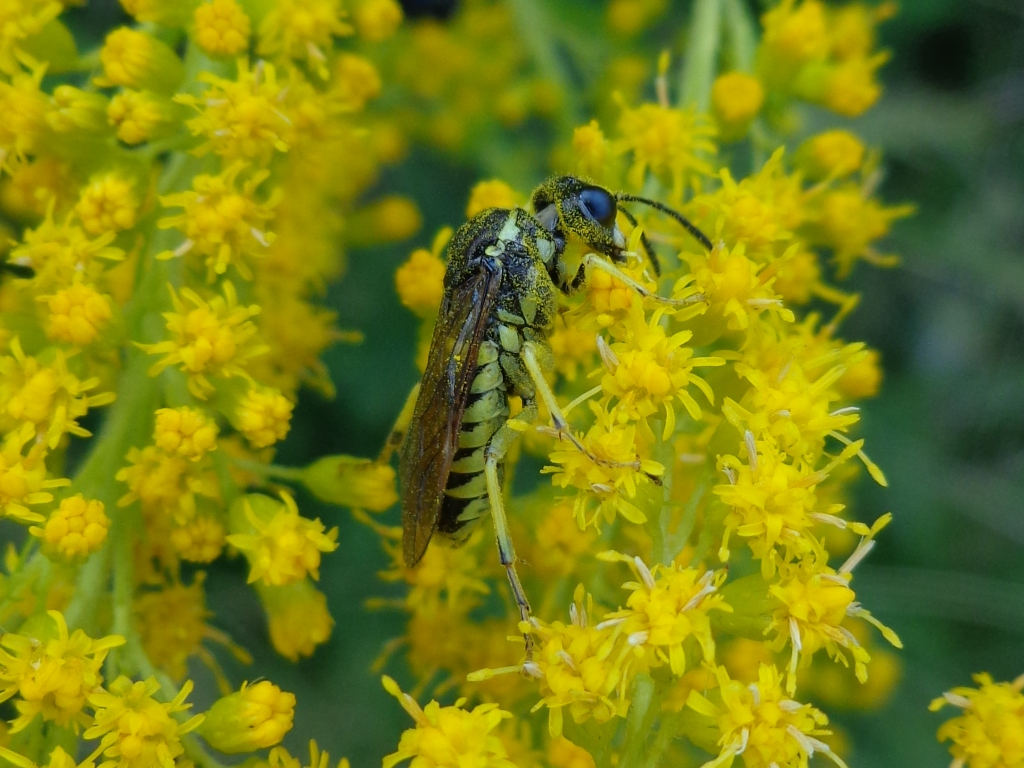
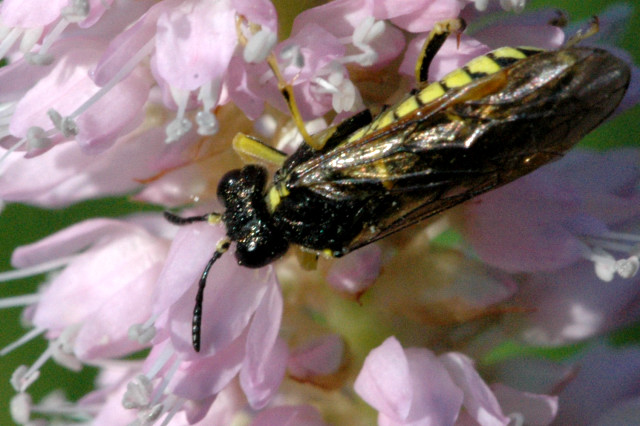